# Diego Jiménez (ur. 1988)
Diego Rafael Jiménez Hernández (ur. 18 września 1988 w Guadalajarze) – meksykański piłkarz występujący na pozycji napastnika.

## Kariera klubowa
Jiménez jest wychowankiem klubu Cruz Azul z siedzibą w stołecznym mieście Meksyk, do którego seniorskiej drużyny został włączony jako dwudziestolatek przez szkoleniowca Benjamína Galindo. W meksykańskiej Primera División zadebiutował 28 lutego 2009 w zremisowanym 0:0 spotkaniu z Atlante i w tym samym roku dotarł ze swoją drużyną do finału najbardziej prestiżowych rozgrywek północnoamerykańskiego kontynentu – Ligi Mistrzów CONCACAF, jednak przez cały swój pobyt w Cruz Azul występował niemal wyłącznie w drugoligowych rezerwach ekipy – Cruz Azul Hidalgo. W lipcu 2011 roku odszedł do drugoligowej drużyny Mérida FC, gdzie jako podstawowy zawodnik bez większych sukcesów spędził półtora roku, po czym powrócił do najwyższej klasy rozgrywkowej, podpisując umowę z klubem Atlante FC z siedzibą w Cancún. Tam występował przez następny rok, wyłącznie jako rezerwowy, jednak zdołał zanotować kilka osiągnięć; w wiosennym sezonie Clausura 2013 dotarł do finału krajowego pucharu – Copa MX, natomiast 10 sierpnia 2013 w przegranej 2:4 konfrontacji z Américą strzelił swojego premierowego gola w pierwszej lidze.
Latem 2014, po sześciu miesiącach bezrobocia, Jiménez został zawodnikiem drugoligowego zespołu Lobos BUAP z miasta Puebla, gdzie od razu wywalczył sobie pewne miejsce w linii ataku. W jesiennych rozgrywkach Apertura 2014 został królem strzelców drugiej ligi meksykańskiej z dziesięcioma bramkami na koncie.
| Sezon     | Klub              | Kraj   | Rozgrywki  | Mecze | Bramki |
| --------- | ----------------- | ------ | ---------- | ----- | ------ |
| 2007/2008 | Cruz Azul Hidalgo | Meksyk | Ascenso MX | 4     | 0      |
| 2008/2009 | Cruz Azul Hidalgo | Meksyk | Ascenso MX | 7     | 3      |
| 2008/2009 | Cruz Azul         | Meksyk | Liga MX    | 2     | 0      |
| 2009/2010 | Cruz Azul Hidalgo | Meksyk | Ascenso MX | 27    | 5      |
| 2010/2011 | Cruz Azul Hidalgo | Meksyk | Ascenso MX | 8     | 0      |
| 2011/2012 | Mérida FC         | Meksyk | Ascenso MX | 29    | 8      |
| 2012/2013 | Mérida FC         | Meksyk | Ascenso MX | 15    | 4      |
| 2012/2013 | Atlante FC        | Meksyk | Liga MX    | 6     | 0      |
| 2013/2014 | Atlante FC        | Meksyk | Liga MX    | 8     | 1      |
| 2014/2015 | Lobos BUAP        | Meksyk | Ascenso MX |       |        |